# Arta (Kunstvereinigung)
Die Arta, Vereinigung der Kunstfreunde, war eine Kunstvereinigung aus Zürich. Sie wurde 1937 an der Predigergasse 19 in Zürich von Armin Grossenbacher (1904–1991), einem Buchhändler aus Bern, gegründet. Zu Beginn konnten Jahresabonnemente abgeschlossen werden; diese hatten einen günstigen Preis.

## Geschichte
Armin Grossenbacher hatte 1920 in seinem damals noch in Bern ansässigen Rahmungsgeschäft beim Anblick eher unerfreulicher Einrahmungsobjekte, die Idee die Vereinigung der Kunstfreunde zu gründen. Künstler gaben eine Serie oder Edition von 200 Exemplaren heraus. Anfangs handelte es sich vornehmlich um Drucke, wie Lithographien, Radierungen, Holzschnitte und Zinkätzungen. Später kamen auch Wandteppiche und Kleinplastiken (ab 1948) dazu. In der Beitrittsgebühr von Fr. 7.- war ein einfacher Wechselrahmen inbegriffen. Vierteljährliche Mitteilungsblätter in deutschen und französischen Bildkommentaren orientierten die Mitglieder über Neuerscheinungen. Schulen konnten für wenig Geld Werke ausleihen und mit diesen Wechselausstellungen in Schulhäusern oder Schulzimmern organisieren. In der Presse fand häufig der Begriff Arta-Blätter für die Grafiken Verwendung, häufig wurde auf den Zweck der Ermöglichung von Kunst zu erschwinglichen Preisen verwiesen. Auch die Kunstvermittlung für die Masse war ein Anliegen. Bundesrat Ernst Nobs unterstützte das Anliegen und sprach häufig an Ausstellungseröffnungen. 1959 besuchte Armin Kesser Grossenbachers Kunsthandlung in seiner Fernsehsendung Welt im Kunstwerk (14. Mai). Viele Künstler wurden nur durch Arta bekannt.
1967 hatte die Arta 1850 grafische Blätter von 556 verschiedenen Künstlern herausgegeben und sich auf neun Länder ausgeweitet: Holland (ab 1947), die USA, Jugoslawien, Österreich, Italien, Deutschland, Israel, Spanien und die Schweiz. Das US-amerikanische Pendant wurde 1951 unter der Abkürzung IGAS für International Graphic Arts Society gegründet. Diese bestand bis etwa 1974.
Weitere ähnliche Organisationen waren der Verein zur Förderung der Kunst (Zürich, ab 1948) und Guilde internationale de la Gravure (Genf, ab 1949).
Ein Jahr nach der Ausstellung: 30 Jahre arta 1967 in Bern versiegen nennenswerte Erwähnungen in der Presse.
1991 wandelte Armin Grossenbacher die arta Vereinigung der Kunstfreunde fünf Wochen vor seinem Tod in eine Stiftung (Arta Stiftung der Kunstfreunde, Predigerplatz 54, Zürich) um. Diese gab bis 2001 zweimal jährlich Arta-Hefte heraus. 2007 wurde die Stiftung gemäss Verfügung der Aufsichtsbehörde aufgehoben, 2008 gelöscht.

## Künstler (Auswahl)
- Arnold D’Altri[4]
- Otto Charles Bänninger[4]
- Maurice Barraud[4]
- Alois Carigiet[4]
- Louis Conne[4]
- Fritz Deringer (1903–1950)[4]
- Georges Dessouslavy[4]
- Hans Falk[4]
- Hans Fischer[4]
- Marguerite Frey-Surbek[4]
- Pierre Gauchat[4]
- Karl Geiser
- Nanette Genoud (1907–1987)[4]
- Wilhelm Gimmi[4]
- Hermann Haller[4]
- Felix Hoffmann[4]
- Adrien Holy[4]
- Hermann Hubacher[4]
- Hermann Huber[4]
- Ursula Huber-Bavier (1918–2010)[4]
- Max Hunziker[4]
- Heinz Keller[4]
- Leonhard Meisser[4]
- Alexander Müllegg (1904–1982)[4]
- Heinrich Müller[4]
- Ernst Morgenthaler[4]
- Fritz Pauli[4]
- Germaine Richier[4]
- Marco Richterich
- Ludwig Schwerin[15]
- Hermann Alfred Sigg (1924–2023)[4]
- Carlotta Stocker[4]
- Max Truninger[1]
- Uli Schoop[4]
- Victor Surbek[4]
- Robert Wehrlin[4]
- Rudolf Zender[4]
- Irene Zurkinden[4]

## Ausstellungen
- Graphische Blätter der Arta, Kunsthalle Bern, 1948, 29. September bis 24. Oktober, verlängert bis 31. Oktober[16]
- Arta Zeitgenössische Graphik, Galerie Dufour, Biel 1953, 17. Januar bis 1. Februar, verlängert bis 8. Februar[17]
- [Arta Zeitgenössische Graphik], Kunsthaus Chur, 1953, 2. Oktober bis 31. Oktober[6]
- Das Bild im Schulraum, Kunstgewerbemuseum Zürich, 1956, 5. Februar bis 4. März, verlängert bis 24. Juni[18]
- [Graphische Blätter im Thunerhof], Städtische Kunstsammlung im Thunerhof, Thun 1956, 5. Februar bis 4. März[19]
- Das Bild im Schulraum, Wanderausstellung des Schweiz. Lehrervereins, Kunstgewerbemuseum Zürich, Galerien, 1956, 2. bis 24. Juni[4]
- Das Bild im Schulraum, Wanderausstellung des Schweiz. Lehrervereins, Visper Schützenlaube, Visp, Wallis, 1956, 15. bis 20. Oktober[20]
- Das Bild im Schulraum, Wanderausstellung des Schweiz. Lehrervereins, Schulwarte Bern 1957, 14. Januar bis 23. Februar[21]
- Das Bild im Schulraum, Wanderausstellung des Schweiz. Lehrervereins, Thurgau, 1957[22]
- 30 Jahre arta, Originalgraphik aus 9 Ländern, Gewerbemuseum Bern, im Kornhaus, 1967, 14. April – 13. Mai[8]

## Internationale Schwester-Vereinigungen
Namen der Schwester-Vereinigungen in Spanien, Israel und Deutschland sind unbekannt.
- ARTA, Vereniging van Kunstvrienden, Stationsweg 141, ’s Gravenhage, Holland
- IGAS, International Graphic Arts Society, Inc., 65 West 56th Street, Studio 24, New York 19, USA
- Graficki kolektiv ARTA, Klub prijatelja grafike, Obilicev Venac 27, Beograd, Jugoslawien
- ARTA, Vereinigung österreichischer Kunstfreunde, Residenz, Salzburg, Österreich
- Associazione Amatori d'Arte, Piazza Accademia di San Luca 75, Roma, Italien[4]

## Sammlungen
Die Arta-Blätter befinden sich heute in vielen Privatsammlungen. Folgende gemeinnützige Sammlungen enthalten eine Anzahl Blätter:
- Kunststiftung Zürichsee, Horgen
- Graphische Sammlung ETH Zürich[23]
- Museum für Gestaltung Zürich
- Stiftung Lebensart, Bärau